# Stilou

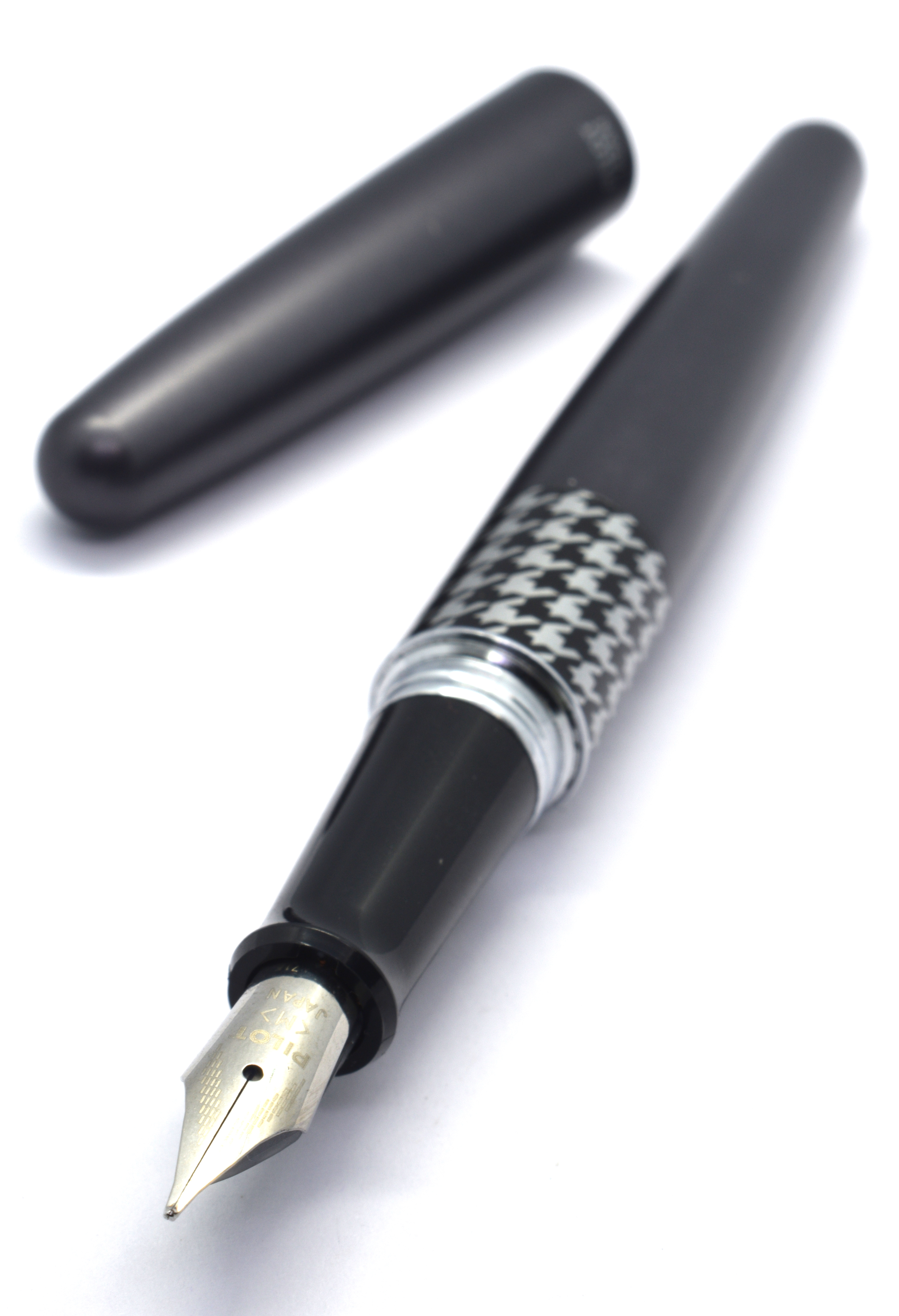
Stilou cu pompiță

Un stilou este un instrument de scris care aplică cerneală pe o suprafață, de obicei hârtie. Stilourile pot fi folosite cu cerneluri de culoare variind între albastru, negru, roșu etc.

## Tipuri de stilou
Stilourile sunt categorisite după tipul lor. Cele mai moderne sunt:
- Stiloul cu pompiță
- Stiloul cu piston
- Stiloul cu rezervă
- Stiloul marcator
- Pixul cu pastă
- Pixul cu gel

Precursoare ale stilourilor sunt:
- Pensulele de scris (în special în China și Japonia)
- Penele de scris
- Tocurile de scris

## Istorie
Egiptenii antici au început să scrie pe papirus cu niște stilouri din trestie făcute din Juncus Maritimus sau trestie de mare.

### Penele de gâscă
Penele de gâscă au fost cel mai utilizat instrument de scris înaintea celui de-al XIX-lea secol. Acele stilouri erau de fapt din pene groase de gâscă. Acestora li se înmuia coada în cerneală după care puteau imprima cerneala pe orice suprafață plană pentru un timp, după care trebuiau reîmbibate.

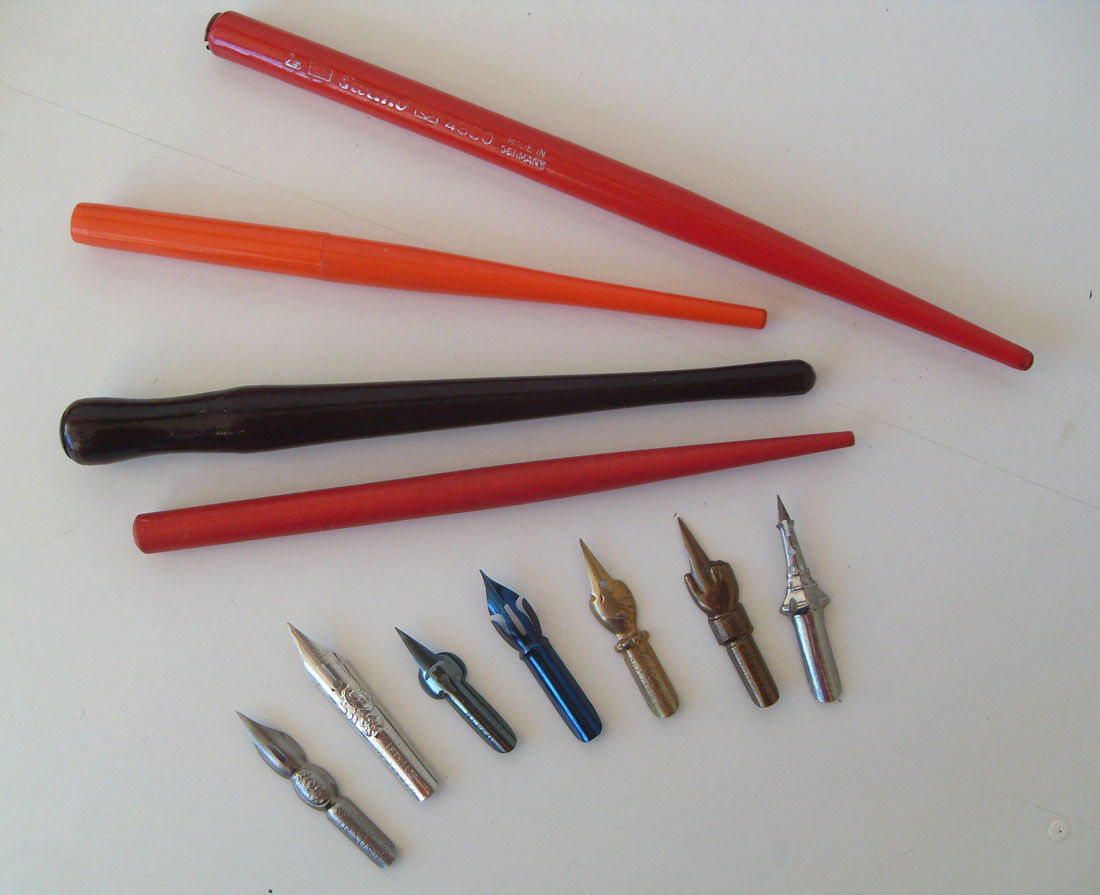
Patru tocuri de scris și șase penițe

### Tocurile de scris
Tocurile de scris se pare că au o origine foarte veche. Un toc de scris din bronz a fost găsit în ruinele de la Pompei arătând că acestea au fost folosite în anul 79. De asemenea există o referință în jurnalul lui Samuel Pepys din August 1663. John Mitchel din Birmingham a început să producă în masă stilouri cu penițe din metal în anul 1822. În timpul celui de-al XIX-lea secol tocurile de scris au înlocuit penele de scris. Din 1850 calitatea penițelor din oțel s-a îmbunătățit. Astfel stilourile cu penițe din metal au intrat în folosință generală, chiar dacă acestea trebuiau la rândul lor să fie scufundate în cerneală pentru a putea scrie.

### Stilourile cu pompiță
O mențiune istorică timpurie a ceea ce pare a fi un stilou cu rezervor datează din secolul al X-lea. Potrivit lui Ali Abuzar Mari (974) în Kitab al-Majalis wa-l-musayarat, califul Fatimid Abu Tamim Maad al-Muizz li-Dinillah a cerut un stilou care nu i-ar pata mâinile sau hainele și un stilou care conținea cerneală într-un rezervor, permițând ca acesta să fie ținut cu capul în jos fără a se scurge.
Există dovezi convingătoare că un stilou de lucru a fost construit și folosit în timpul Renașterii de către artistul și inventatorul Leonardo da Vinci.
Jurnalele lui Leonardo conțin desene cu secțiuni transversale ale a ceea ce pare a fi un stilou cu rezervor care acționează atât prin gravitațional, cât și capilar.
Istoricii au luat, de asemenea, notă de faptul că scrierile de mână din jurnalele inventatorului par a fi scrise cu un stilou cu rezervor.
În  2011 au fost reconstituite după desenele lui Da Vinci de către artistul Amerigo Bombara, care de atunci a fost expuse în muzeele dedicate lui Leonardo.
Stiloul cu rezervor era disponibil în Europa în secolul al XVII-lea, existând referințe contemporane.
În Deliciae Physico-Mathematicae (o revistă din 1636), inventatorul german Daniel Schwenter a descris un stilou făcut din două părți, una fiind rezervorul de cerneală.
În 1663 Samuel Pepys face referire la un stilou metalic cu rezervor.
Istoricul din Maryland, Hester Dorsey Richardson (1862-1933) a face o referire la "trei stilouri argintii cu fântână, în valoare de 15 șilingi" în Anglia în timpul domniei lui Carol al II-lea, c. 1649-1685.
Până la începutul secolului al XVIII-lea, astfel de unelte de scris erau deja cunoscute sub denumirea de "stilouri".
Hester Dorsey Richardson a găsit, de asemenea, o notiță din 1734 făcută de Robert Morris-sr., despre cheltuielile lui Robert Morris-jr., care era în acea perioadă în Philadelphia, pentru "un stilou".
Inventatorul român Petrache Poenaru a primit un brevet francez la 25 mai 1827 pentru inventarea primului stilou cu un rezervor realizat dintr-o pană mare de lebădă, iar Lewis Edson Waterman a preluat ideea românului transfomându-l într-un stilou ce se poate umple prin intermediul peniței în 1884 producând un flux mai sigur de cerneală.

### Pixurile

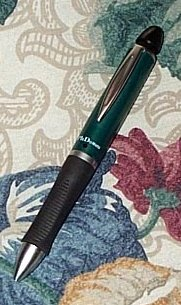
Pix

Primul pix a apărut pe 30 octombrie 1888 pentru John Loud. În 1938, László Bíró, un jurnalist maghiar a început cu ajutorul fratelui său, George, să lucreze la noi tipuri de stilou incluzând un stilou care avea o bilă mică în vârf care când se mișca pe hârtie se rotea și prelua cerneală de la cartușul de cerneală și lăsându-l pe hârtie.

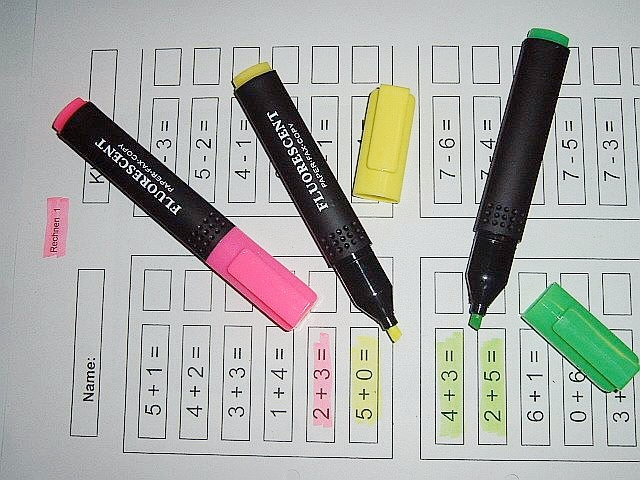
Marcatoare moderne

### Stilourile marcatoare
În anii 1960 stilourile marcatoare au fost inventate de Yukio Horie de la Tokyo Stationery Company, Japonia. Acestea sunt folosite pentru a evidenția un anumit text pe o hârtie. În anii trecuți marcatoarele au devenit din ce în ce mai folosite.

## Industria stilourilor
Statisticile despre instrumentele de scris (incluzând creioanele) de la WMA (Asociația Statelor Unite a Producătorilor de Instrumente de Scris) arată că pixurile sunt cele mai folosite (26%), după care urmează pixurile fără bilă retractabilă (14%). Alte categorii au reprezentat un procent foarte mic (3% sau mai puțin)